# Matt Kalil
Matt Kalil, ameriški igralec ameriškega nogometa, * 6. julij 1989, Corona, Kalifornija, ZDA.
Kalil je igralec ameriškega nogometa na položaju napadalne linije, trenutno član ekipe Minnesota Vikings v ligi NFL.

## Srednješolska kariera
Kalil je kot srednješolec igral nogomet na Servite High School v Anaheimu v Kaliforniji. Že takrat se je spoznal z bodočima univerzitetnima kolegoma Chrisom Galippojem in D.J. Shoemateom. Analitiki spletne strani Rivals.com so ga ocenili s petimi zvezdicami in skupno kot 3. najboljšega igralca na položaju napadalnega vezista v generaciji 2008 (za Mikeom Adamsom in Bakerjem Steinkuhlerjem).

## Univerzitetna kariera
Potem ko je svojo novinsko dobo podaljšal za eno leto (t. i. redshirting), je igral kot zamenjava za Tyrona Smitha na položaju desnega napadalnega vezista. Nato je v tekmi proti Boston Collegeu igral v začetni postavi in po dobri predstavi igral z manjšo minutažo še v 11 preostalih tekmah (izpustil je tekmo proti Arizona State University) in bolj igral na posebnih ekipah. V njegovem drugem letu je trener Lane Kiffin izbral njega in ne Smitha za položaj levega vezista namesto Charlesa Browna. Na tem položaju je igral v začetni postavi v vseh 13 tekmah, igral pa je še na obrambni liniji na posebnih ekipah in preprečil točko po touchdownu proti ekipi univerze Notre Dame.
V svojem tretjem letu je svoje mesto v začetni postavi ohranil in pomagal napadu Trojancem pri povprečnem dosežku 456,8 jardov na tekmo. Celotna napadalna linija Trojancev je v celem letu dovolila le 8 sackov podajalca, od teh pa nobenega ni dovolil Kalil. Za njegove uspehe je bil nagrajen z imenovanjem na številne ekipe najboljših v državi, postal pa je tudi 12. Trojanec, ki je prejel Morrisovo trofejo. Prav tako je bil polfinalist za Lombardijevo nagrado leta 2011.

## Profesionalna kariera

### Nabor lige NFL leta 2012
Že po njegovem drugem letu so Kalila označevali kot najboljšega med napadalnimi vezisti za nabor leta 2012. Svojo odločitev, da vstopi v nabor, je objavil 16. decembra. Po odličnem nastopu na NFL Draft Combinu tega leta ga je večina analitikov označevala kot 3. izbor v 1. krogu nabora in bodočega člana ekipe Vikingov iz Minnesote. Ti so ga na koncu tudi izbrali, vendar s četrtim naborom, potem ko so si 3. in 4. izmenjali z Cleveland Brownsi in pri tem pridobili še nekaj dodatnih izborov. Kalil je tako postal 5. napadalni vezist Trojancev Univerze iz Južne Kalifornije, ki je bil izbran med prvimi petimi v naboru lige NFL. 

## Zasebno življenje
Njegov oče Frank je bil center pri ekipah Arkansas Razorbacks in Arizona Wildcats, in je bil izbran na naboru leta 1982 s strani ekipe Buffalo Bills, nato pa je igral v ligi USFL. Njegov brat Ryan je prav tako igral za Trojance in je danes zelo uspešen na položaju centra pri ekipi Carolina Panthers.